# Domproosdij van Utrecht
De Domproosdij van Utrecht was de proosdij die verbonden was aan de kathedrale kerk van het bisdom Utrecht.

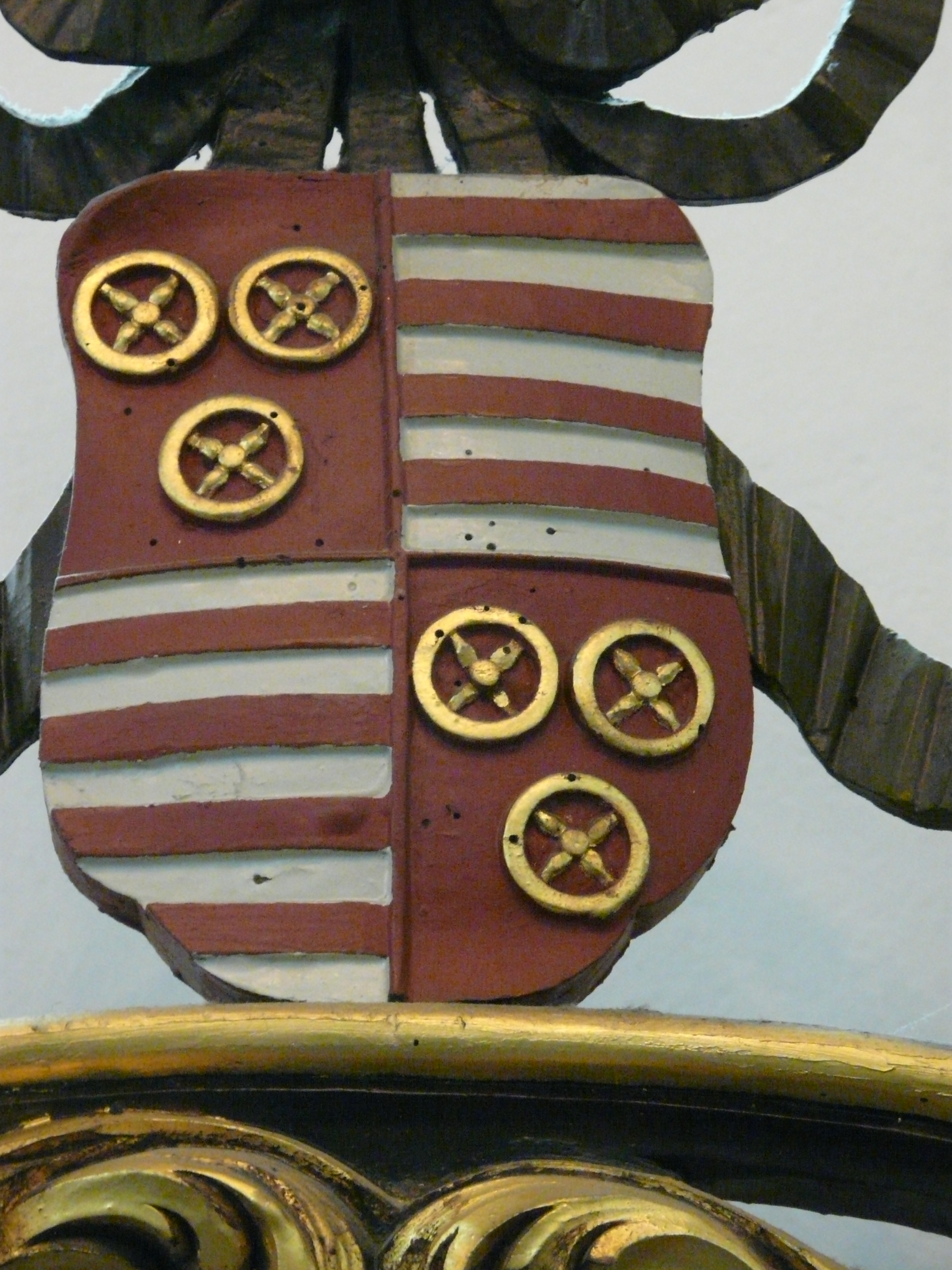
wapen van het Domkapittel

De proost stond oorspronkelijk aan het hoofd van een seculier kapittel. Met het proostambt in het middeleeuwse bisdom Utrecht was het ambt van aartsdiaken verbonden. De proost had daardoor veel macht en was ook veel afwezig in verband met zijn taken. Tussen 1150 en 1250 ontwikkelde zich in de bisdommen van het Heilige Roomse Rijk een nieuwe situatie: de proost verloor zitting en stemrecht in het kapittel, dat onder leiding van de deken kwam te staan. Hiermee gepaard ging een scheiding van de bezittingen in proosdijgoederen en kapittelgoederen.
De proost werd aanvankelijk door het kapittel gekozen, maar later wist de paus zich van het benoemingsrecht meester te maken. Na de Reformatie beschouwden de Staten van Utrecht zich als opvolger van de paus en benoemden zij een gereformeerde proost. Na de Bataafse Revolutie van 1795 werden de heerlijkheden en gerechten vervangen door gemeenten en verloor de proosdij zijn publieke functie. De laatste resten van de proosdij verdwenen bij de opheffing van de Utrechtse kapittels in 1811 door Napoleon.

## Bezittingen
- gerecht Doorn, waar de domproost een kasteel bezat
- gerecht Neerlangbroek
- gerecht Overlangbroek
- gerecht Cothen
- de helft van gerecht Amerongen (later werd dit het gerecht Zuilenstein dat in 1613 verpand werd en in 1632 werd afgestaan aan de prins van Oranje)
- gerecht Oostveen met Herbertscop (later Maartensdijk genoemd).
- gerecht Galecop
- gerecht domproosteneng binnen de stadsvrijheid van Utrecht

Samen met de proosdij van Oudmunster te Utrecht
- Hagestein (1486 verworven, 1675 verkocht)